# Naglarpasjön
Naglarpasjön är en sjö i Vetlanda kommun i Småland och ingår i Emåns huvudavrinningsområde. Sjön är 3,7 meter djup, har en yta på 0,124 kvadratkilometer och befinner sig 220 meter över havet.

## Delavrinningsområde
Naglarpasjön ingår i det delavrinningsområde (637022-144737) som SMHI kallar för Utloppet av Tjurken. Medelhöjden är 222 meter över havet och ytan är 17,23 kvadratkilometer. Räknas de 31 delavrinningsområdena uppströms in blir den ackumulerade arean 464,74 kvadratkilometer. Emån som avvattnar avrinningsområdet har biflödesordning 2, vilket innebär att vattnet flödar genom totalt 2 vattendrag innan det når havet efter 175 kilometer. Delavrinningsområdet består mestadels av skog (61 procent) och jordbruk (19 procent). Avrinningsområdet har 1,88 kvadratkilometer vattenytor vilket ger det en sjöprocent på 10,9 procent.